# Kuss (Familie)

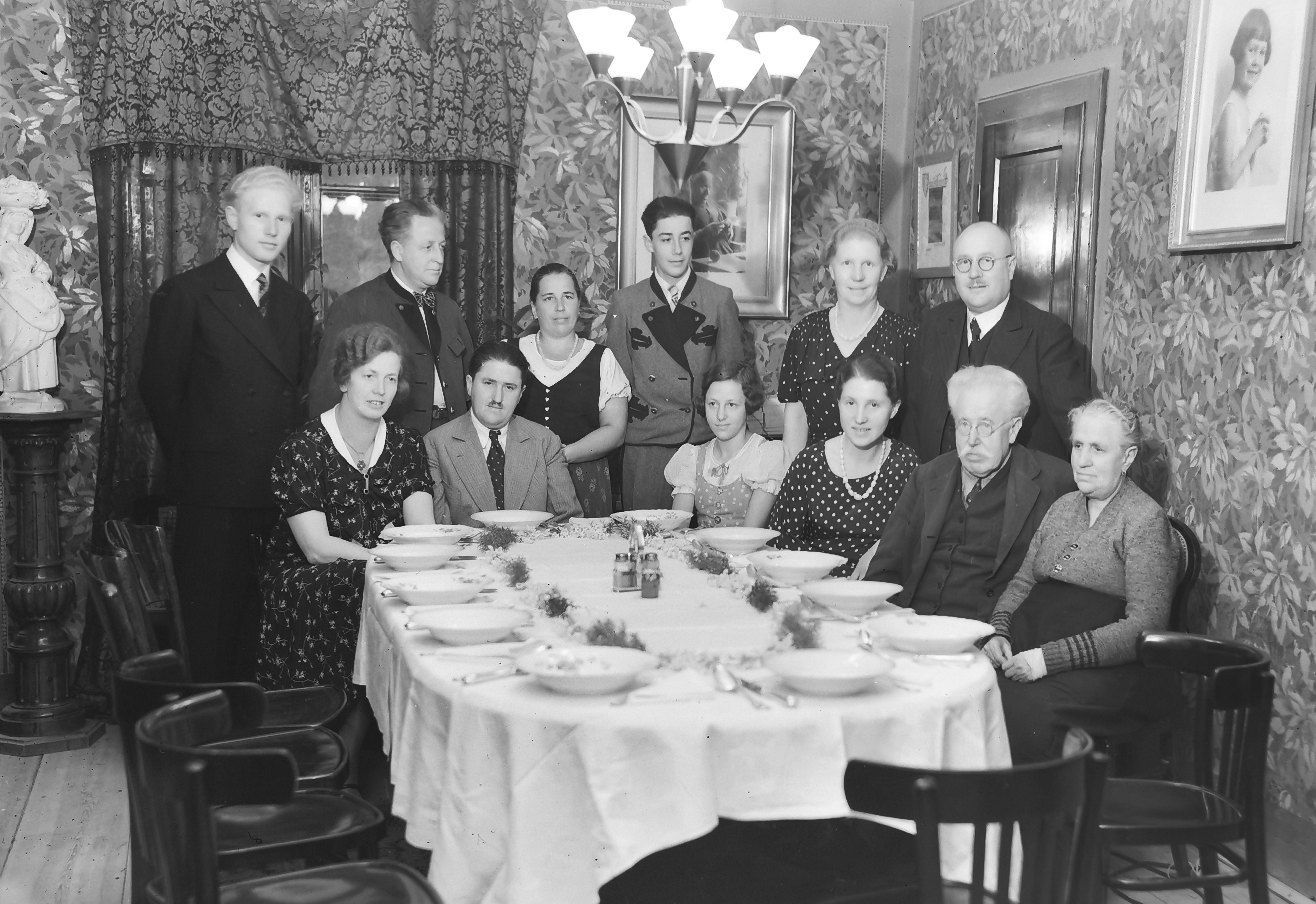
80. Geburtstagsfeier Nikolaus Kuss II

Die Familie Kuss (Kuß) zählt zu den ältesten Fotografenfamilien Europas. In den Jahren zwischen 1852 und 1859 wurde der Zimmermaler Nikolaus Kuss in Mariazell sesshaft. Im Jahr 1861, wenige Jahre nach der Erfindung der Fotografie, begann Nikolaus Kuss sich mit dieser neuen Technologie zu beschäftigen. Seither betreibt die Familie ein Fotogeschäft in Mariazell in der 5. Generation.

## Geschichte der Fotografie in Mariazell
Begonnen hat Nikolaus Kuss mit Kollodium-Nassplatten, diese wurden 10 Jahre zuvor von Frederick Scott Archer und Gustave Le Gray entwickelt. Dabei werden Glasplatten mit jodiertem Kollodium übergossen und in Silbernitrat lichtempfindlich gemacht. Die noch nasse Glasplatte wird belichtet und Vorort entwickelt. Nikolaus Kuss II, welcher gerne Landschaftsbilder machte, baute sich zur Wanderkamera auch eine tragbare Dunkelkammer, in welcher er die Negative vorbereitete und entwickelte (heute befinden sich diese im Technischen Museum Wien; Inv. Nr.: 56392 und 56393).
Die ersten Ansichtskarten wurden in der Zeit 1870 und 1875 mittels Trockenplatten hergestellt. Dies erleichterte die Arbeit wesentlich und dies entwickelte sich im Wallfahrtsort zum „guten Geschäft“.

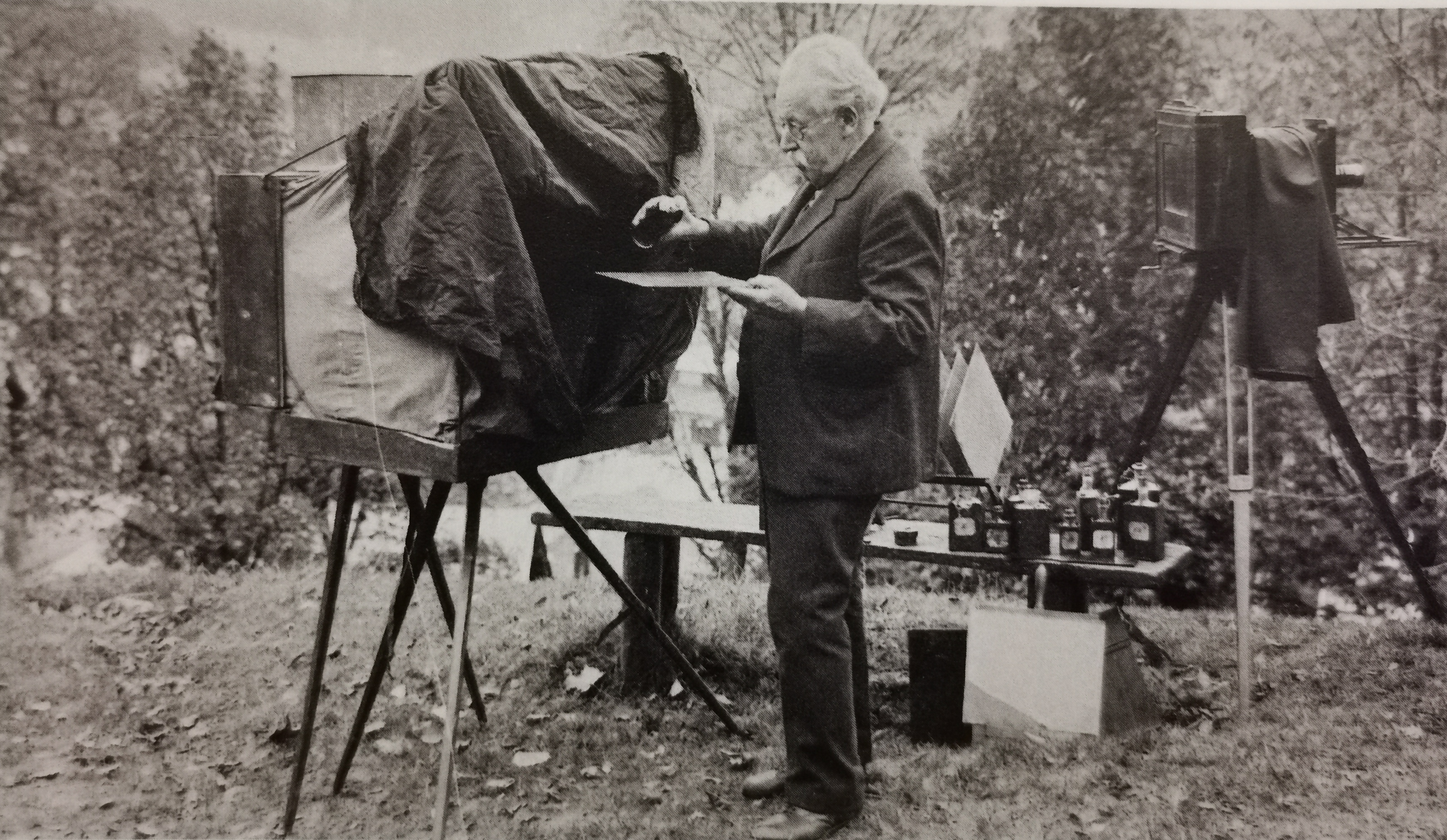
Nikolaus Kuss II beim Präparieren des Negatives.

Im Jahr 1880 wurde das erste Blitzlichtfoto in Mariazell aufgenommen. Damals wurde der Blitz aus Magnesiumpulver vermischt mit Kaliumpermanganat manuell angezündet.
Für die Wallfahrtsfotografie von Gruppen und Personen eignete sich ein Vorgänger des Sofortbildes, denn diese konnten die Pilger nach wenigen Minuten gleich wieder mit nach Hause nehmen. Dabei wurde vermutlich das Bayards Direktpositiv-Verfahren auf Kartonplatten mit Reverse verwendet. Viele dieser alten Andenkenbilder findet man noch in vielen Häusern. Der Nachteil dieses Verfahrens war, dass es nur ein Unikat und kein dazugehöriges Negativ zum Vervielfältigen gab.
Bis in die Zwischenkriegszeit wurden beide Verfahren parallel betrieben. Danach kam der Planfilm im Format 13x18 für die Portraitfotografie. Dabei wurden zwei Filme in einer wendbaren lichtdichten Kassette vorbereitet. Im Reportage Bereich wurde mit einer Leica M3 mit dem Kleinbild im Jahr 1954 begonnen. 1970 wurde der Planfilm (13x18) im Studio und bei Portraitaufnahme durch eine Hasselblad 500/C (6x6) abgelöst.

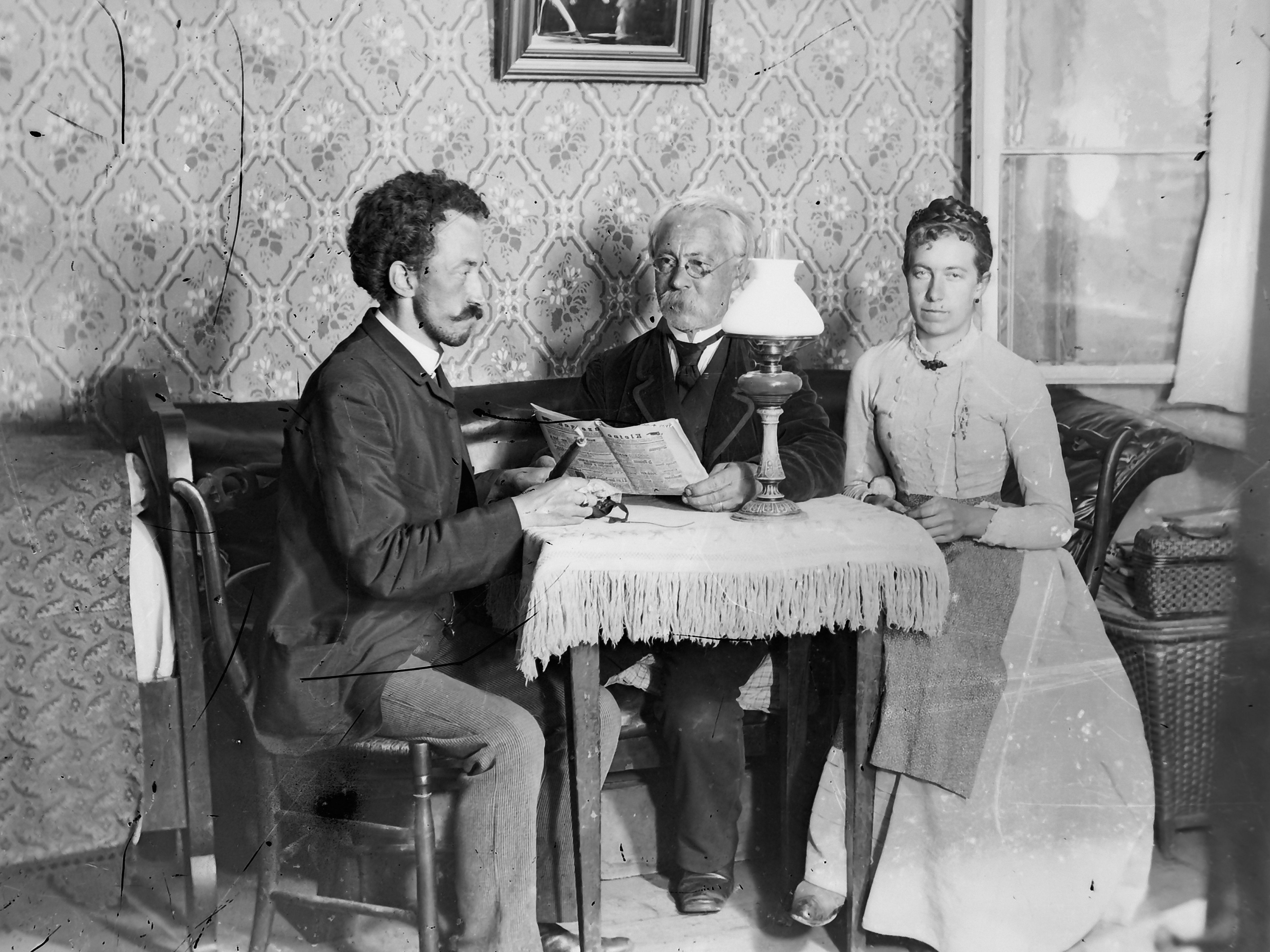
Erste Blitzlichtaufnahme in Mariazell mit Nikolaus, Maria und Anton Kuss im Jahr 1880.

In den 1990er Jahren startete die digitale Wende. Die erste Digitalkamera zum Verkauf war die Minolta Dimage V mit 640x480 pixel im Jahr 1997. Danach war die digitale Fotografie lange Zeit ein Nebenprodukt. Der professionelle Wandel wurde durch die Ablöse der Fotoreportagen von Nikon F5 mit einer Kodak DCS ProSLR/n im Jahr 2003 eingeleitet. Das letzte analoge Gruppenbild wurde am 22. Juli 2005 durchgeführt, dabei wurde die Hasselblad 500EL/M durch eine Fujifilm FinePix S3 Pro abgelöst.

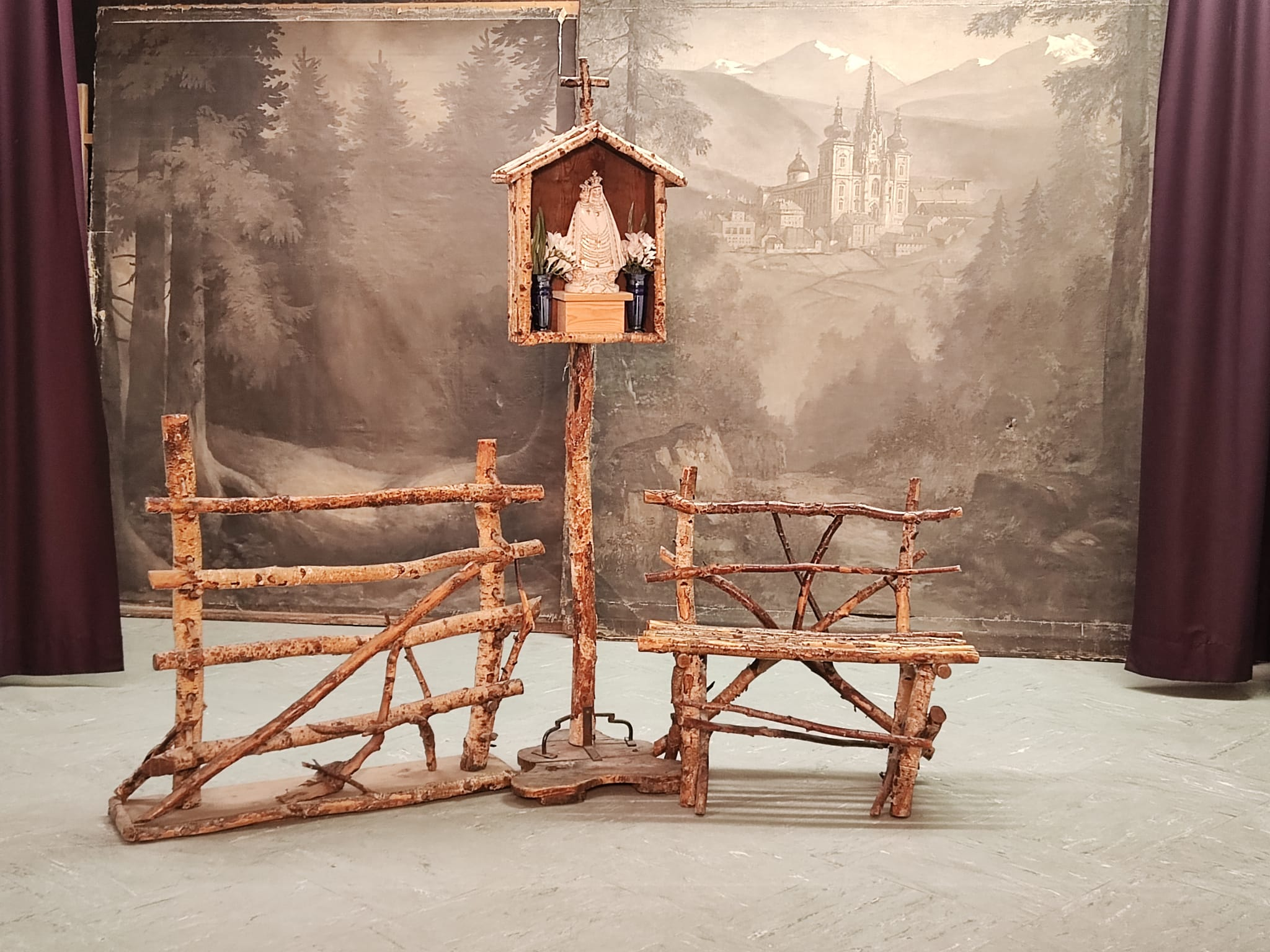
Hintergrund im Fotostudio der Familie Kuss mit Muttergottesmarterl. ca. 1900

In der Familientradition haben sich die praktischen Hilfsmittel über hundert Jahre lang gehalten. So kennen viele die wackelige Dreibeinleiter der Firma „Just Leiter“, welche bei Gruppenaufnahmen auf der Kirchenstiege verwendet wird. Ebenso ist der gemalte Studio-Hintergrund sowie ein Muttergottesmarterl mit Bank und einem Stück Zaun aus Birkenholz seit über Hundert Jahren auf den Andenkenbildern zu sehen und wird auch heute noch verwendet.

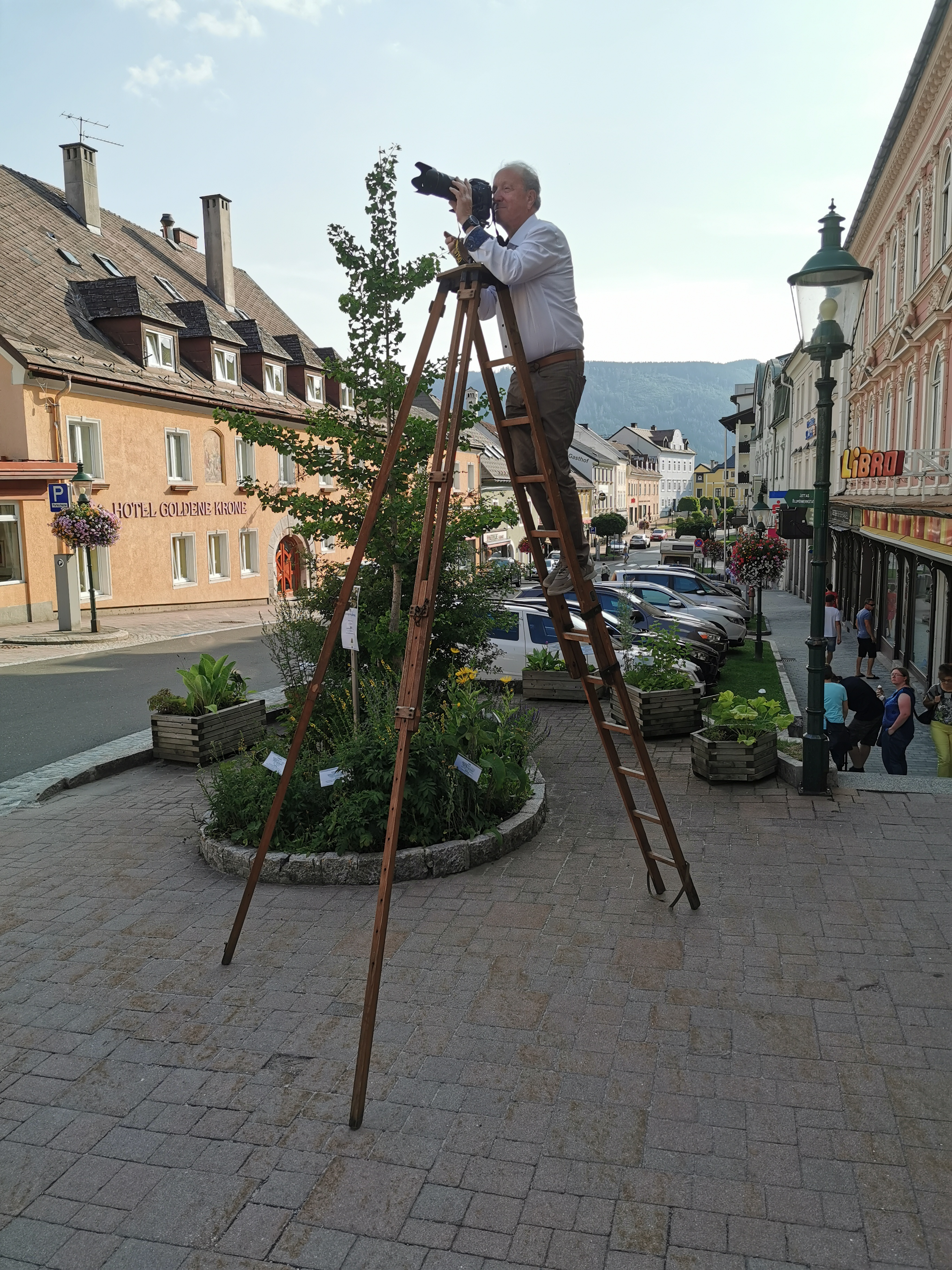
Seit ca. 130 Jahren werden auf diesem Dreibeinstativ die Gruppenaufnahmen auf der Hochstiege in Mariazell gemacht.

## Fotogeschäft und Kino

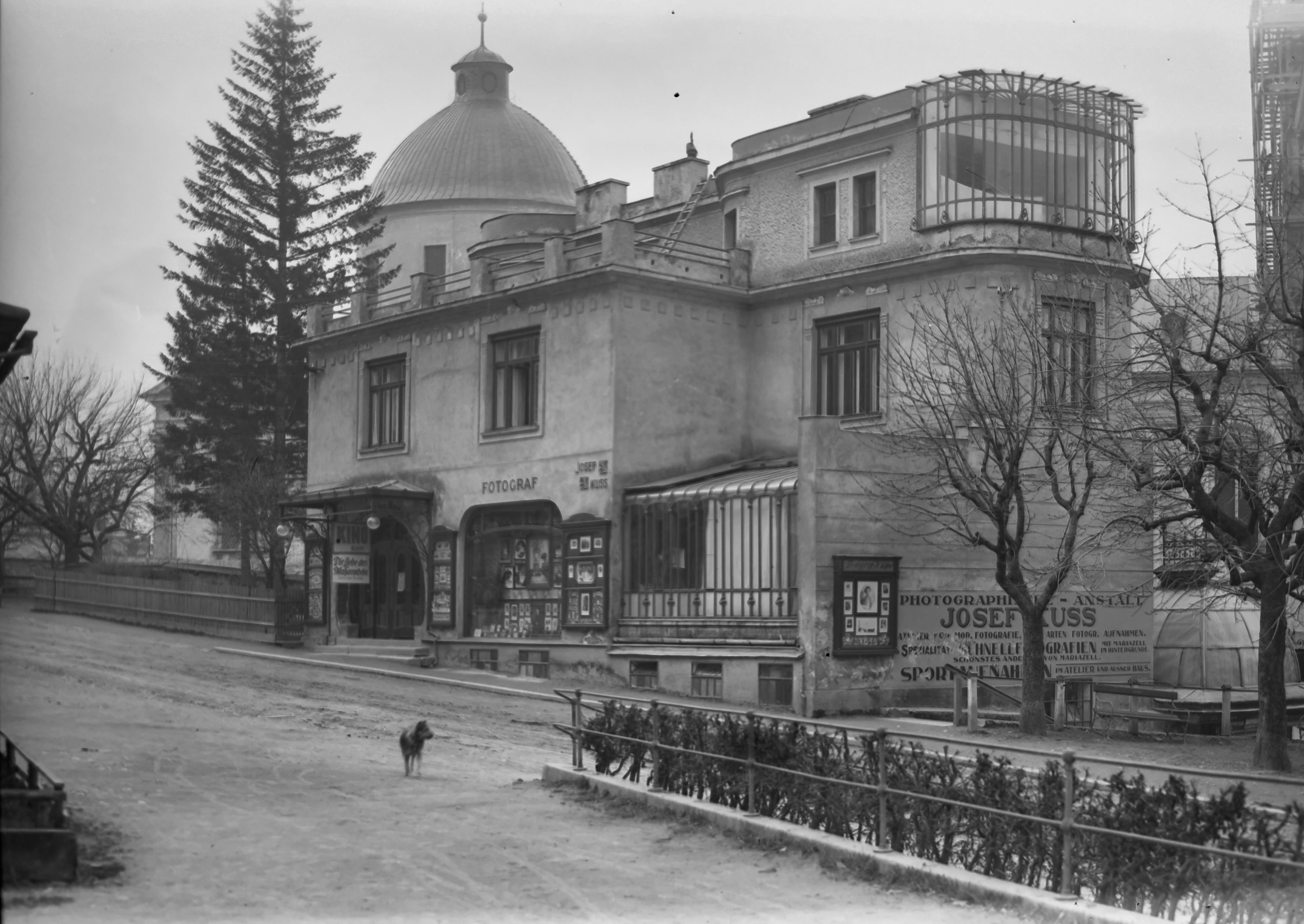
Fotohaus Kuss Hauptplatz 5 Mariazell 1923

Der jetzige Sitz der Familie ist das Haus Hauptplatz 5, welches um 1903 vom Italiener Sandri erbaut worden und bis 1910 im Besitz von Hans Rögl (Bürgermeister von Mariazell) war. 1911 wurde das Haus von einem Zwischenbesitzer namens Pomberger durch Josef Kuss erworben. Damals befand sich ein kleines Lichtspieltheater mit ca. 100 Sitzplätzen im Haus. In den Anfangsjahren wurde die Ursprungsgeschichte von Mariazell in einer Art Diashow präsentiert. 1925 wurde das Lichtspieltheater auf 400 Plätze zum Kino umgebaut. In den folgenden Jahren entstand der Tonfilm. Als erster Tonfilm wurde „Der Herr Kammersänger“ gespielt. Das Kino war in den folgenden Jahrzehnten auch das Zentrum gesellschaftlichen Zusammentreffens, welches sich mit dem Aufkommen des Fernsehens entscheidend änderte. So kam es, dass mit dem letzten Film „Familie Frankenstein“ am 12. Februar 1978 das Kino geschlossen werden musste.

## Stammbaum und Namensliste

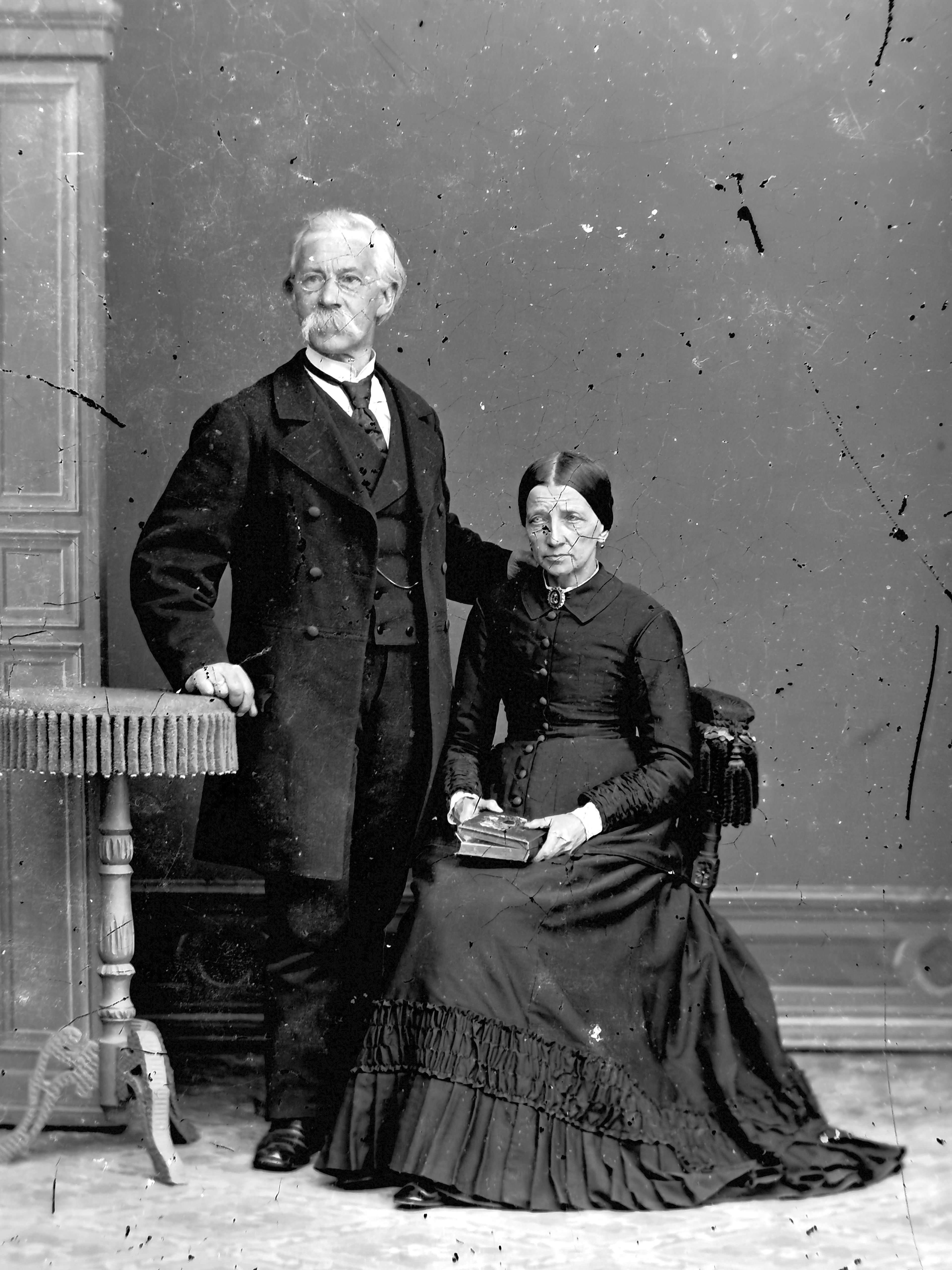
Nikolaus und Maria Kuss, Foto um 1888 in Mariazell

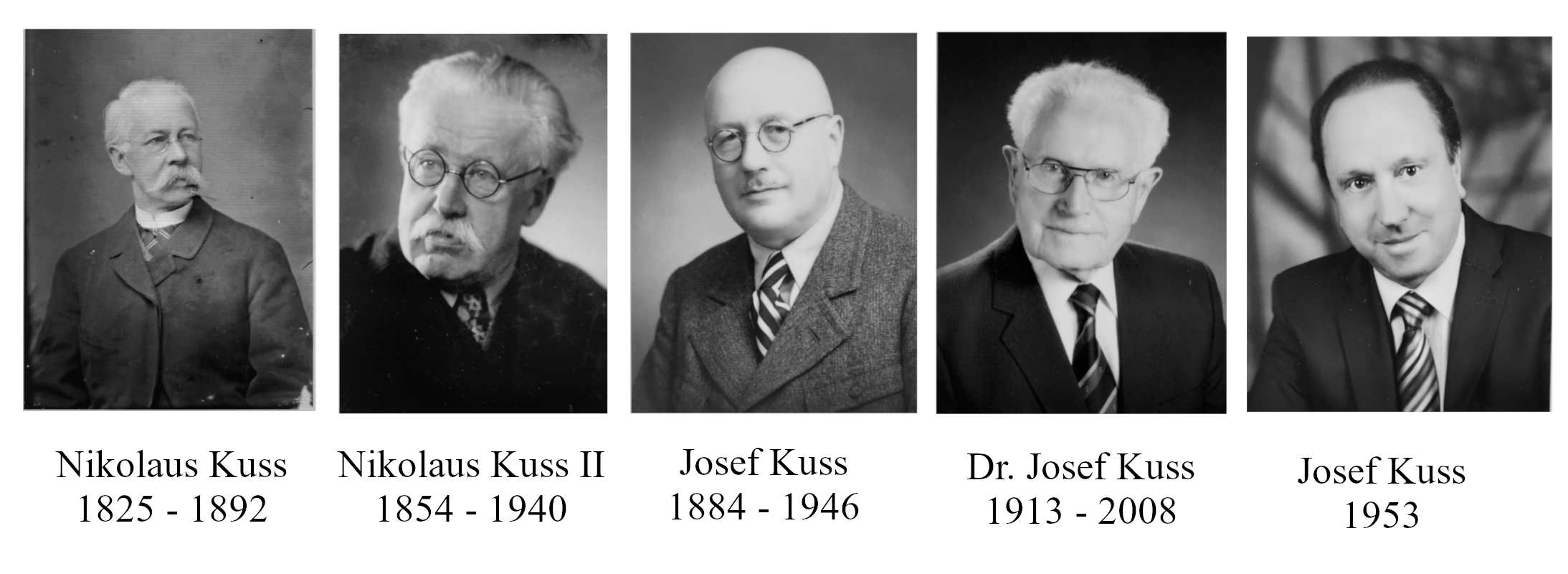
Familie Kuss Fotografen

Michael Kuss (Spital am Semmering, Im Dorf Nr. 39)
Elisabeth Kuss (geb. Kainradlin)
_______________________________________________________________________________________
Patriz Kuss (geb. 25. Februar 1801, Sensenschmied-Eßmeister zu Langenwang)
Anna Kuss (geb. Döglhofer 16. Oktober 1797)
_______________________________________________________________________________________
Nikolaus Kuss (geb. 2. Dezember 1825 - 25. April 1892, Langenwang, Zimmermaler, Wachszieher und Fotograf)
Maria Kuss (geb. Edelsbacher, 21. November 1827 - 20. März 1889)
_______________________________________________________________________________________
Nikolaus Kuss II (geb. 6. Februar 1854, Fotograf)
Katharina Kuss (geb. Winkelbauer, Fotografin)
Anton Kuss (1859, Gerichtsschreiber, Bruder von Nikolaus Kuss)
_______________________________________________________________________________________
Nikolaus Kuss III (geb. 1893 vulgo "Klaus", Fotograf)
Ella Kuss (geb. Ritter)
Josef Kuss (geb. 30. Dezember 1884, Fotograf)
Maria Anna (geb. Eder vulgo "Marianne")

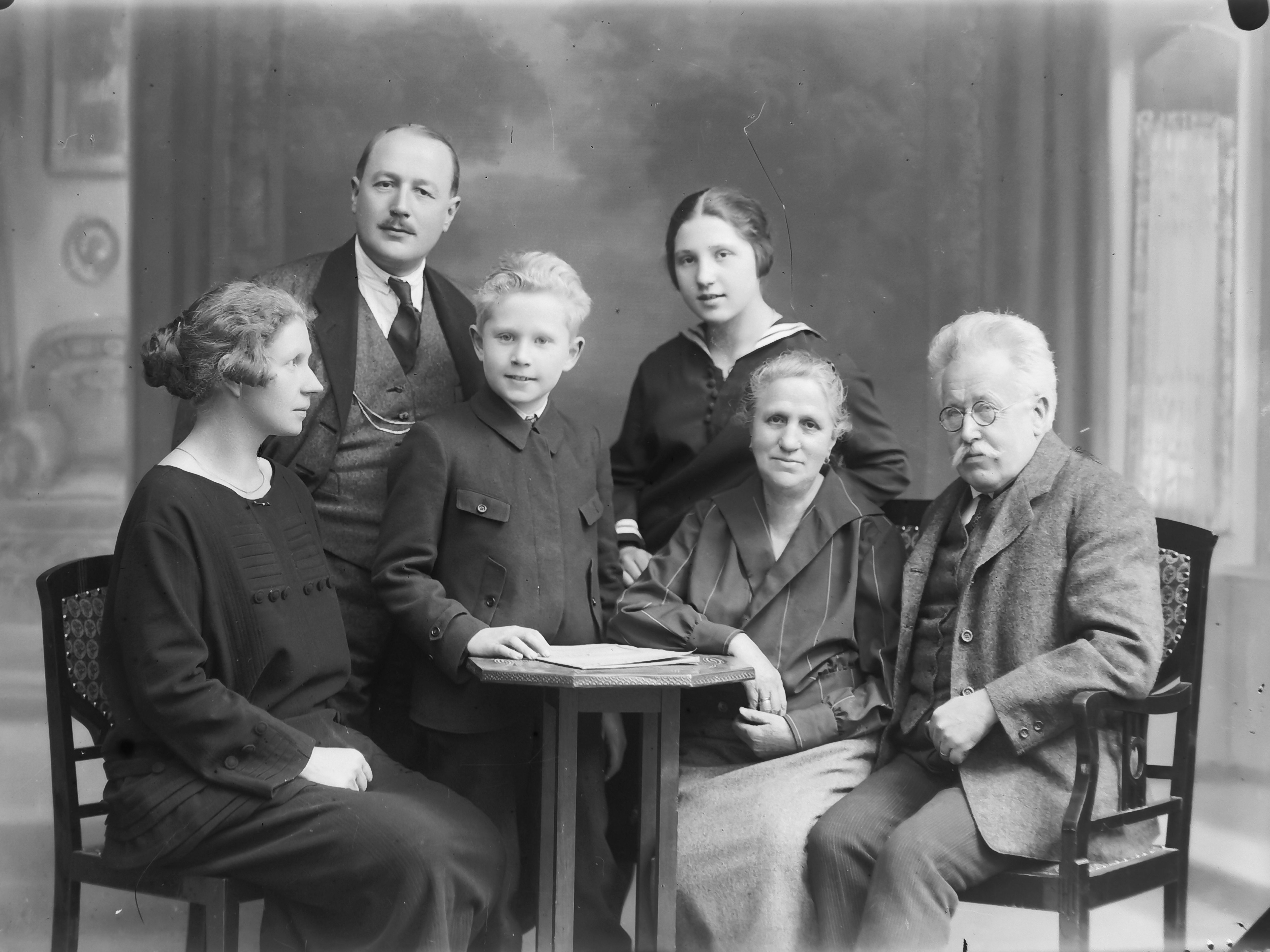
Familie Kuss v. l. n. r. Maria Anna, Josef, Josef jun., Marianne, Katharina und Nikolaus II, Foto um 1920

Franz Kuss (geb. 16. Oktober 1889, Goldschmied)
Josefa Kuss (geb. Mayerhofer)
________________________________________________________________________________________________________________
Marianne Cermak (geb. Kuss, Fotografin)
Cermak

 Josef Kuss (geb. 11. Dezember 1913 - 22. April 2008 Jurist, Fotograf, Filmvorführer)
Friderike Kuss (geb. Feischl 1921 - 15. März 2012)
________________________________________________________________________________________________________________
Josef Kuss (geb. 26. Dezember 1953, Fotograf, Filmvorführer, Bürgermeister)

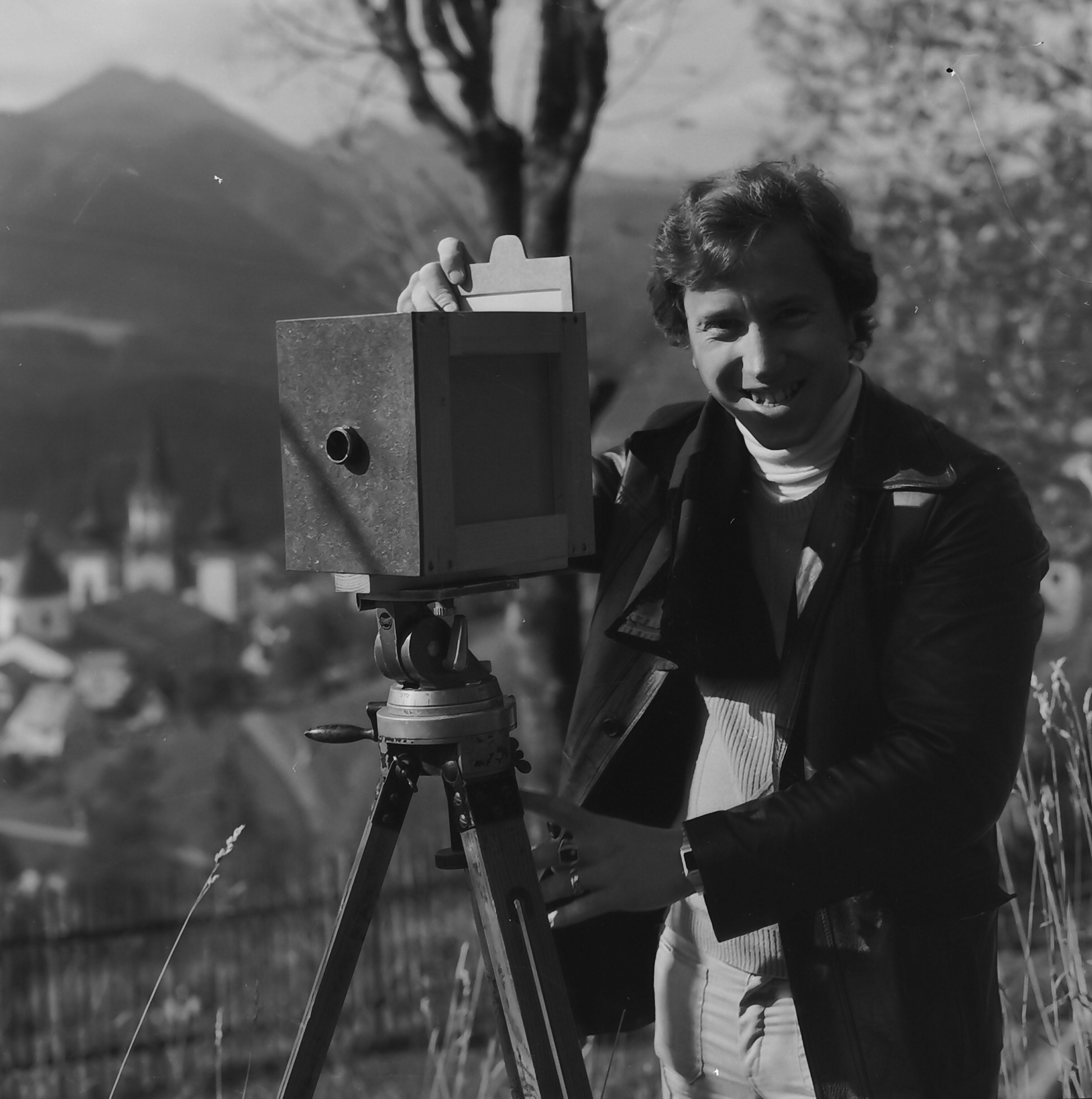
Josef Kuss nach der Meisterprüfung mit seinem selbst gebauten Meisterstück

Renate Kuss (geb. Grabner 5. Januar 1957)

Friderike Leggett (geb. Kuss 26. Februar 1956)
Wayne Leggett (geb. 1. Januar 1950 - 29. April 2020)